# Weißflügel-Zwergfledermaus
Die Weißflügel-Zwergfledermaus (Neoromicia tenuipinnis) ist ein in West- und Zentralafrika verbreitetes Fledertier in der Familie der Glattnasen. Das Typusexemplar wurde in Guinea gefangen. Die Gattung Neoromicia galt längere Zeit als Untergattung der Breitflügelfledermäuse (Eptesicus).

## Merkmale
Wie der Name andeutet, ist die Art mit einer Gesamtlänge von 62 bis 82 mm, inklusive eines 28 bis 34 mm langen Schwanzes, mit 28 bis 33 mm langen Unterarmen sowie mit einem Gewicht von 3 bis 7 g eine sehr kleine Fledermaus. Sie hat 5 bis 8,5 mm lange Hinterfüße und 10 bis 14 mm lange Ohren. Außer den Geschlechtsorganen gibt es keine Unterschiede zwischen Männchen und Weibchen. Typisch sind ein fehlendes Nasenblatt, ein Schwanz, der in die Schwanzflughaut eingebettet ist, vier oder fünf obere Backenzähne und eine helle bis weiße Farbe der Flughäute. Im ausgesteckten Zustand ist sie durchscheinend. Als Kontrast besteht das weiche Fell der Oberseite aus einfarbig schwarzbraunen Haaren, während die Haare der Unterseite an den Wurzeln schwarzbraun und an den Spitzen silberweiß bis cremefarben sind. An der Kehle und an der oberen Brust ist das Fell etwas dunkler.
Die etwa dreieckigen Ohren sind nicht mit einem Hautstreifen verbunden und hellgrau oder hellbraun. Weiterhin bilden die rotbraunen Unterarme und Beine einen Kontrast zu den Flügeln. Männchen besitzen für ihre Größe einen großen Penis von etwa 5,5 mm Länge. Der äußere Schneidezahn im Oberkiefer ist wie der Eckzahn spitz. Pro Hälfte sind im Oberkiefer 2 Schneidezähne, ein Eckzahn, ein oder zwei Prämolare und drei Molare vorhanden. Unterseits gibt es zusätzlich zur größeren Anzahl einen weiteren Schneidezahn pro Seite. So hat das Gebiss 32 oder 34 Zähne. Verglichen mit ähnlichen Arten ist das oberseitige Fell dunkler als bei der Rendall-Zwergfledermaus (Neoromicia rendalli), die Weißflügel-Hausfledermaus (Scotoecus albofuscus) hat oberseits nur einen Schneidezahn pro Seite und einen auffällig längeren Penis und bei Glens Schmetterlingsfledermaus (Glauconycteris gleni) sind die Finger braun gefärbt.

## Verbreitung
Das Verbreitungsgebiet reicht im Westen bis ins südwestliche Senegal, im Norden bis in den Süden der Zentralafrikanischen Republik und von Südsudan, im Osten bis zum westlichen Äthiopien und Kenia sowie im Süden bis ins nördliche Angola und nördliche Tansania. Die Weißflügel-Zwergfledermaus lebt im Flachland und in Gebirgen bis 3200 Meter Höhe. Das Habitat variiert zwischen tropischen Regenwäldern, warmen laubabwerfenden Wäldern, feuchten Savannen, Gärten, Plantagen und Mangrovensümpfen. Ist die Landschaft trockener, werden häufig Wasserläufe besucht. Typische Bäume der Wälder zählen zur Gattung Isoberlinia und Buschflächen bestehen oft aus Vertretern von Acacia sowie von Commiphora.

## Lebensweise
Diese Fledermaus ruht in Baumhöhlen, unter loser Rinde, in Felsspalten, in Mauerspalten und unter Dächern. Die Individuen fliegen oft zu Lichtern und geraten dabei häufig in Gebäude. Aufgrund der Größe wird angenommen, dass die Art winzige fliegende Insekten jagt. Im Versteck kommen einzelne Exemplare und Gruppen mit etwa sechs Individuen unterschiedlichen Geschlechts vor. Die 0,9 bis 1,9 Millisekunden langen Rufe zur Echoortung beginnen bei 39 bis 83 kHz und enden bei 24 bis 42 kHz. Laut wenigen Studien findet die Fortpflanzung je nach Region zu unterschiedlichen Zeiten statt. Ein Wurf besteht aus einem Neugeborenen. Paarungsbereite Männchen entwickelten in ihren Gesichtsdrüsen ein oranges Sekret, das die Haare rötlich und die Flügel rosa färbt. Außerdem nahm die Behaarung des Gesichts ab.
Zu den Feinden zählen der Fledermausadler und die Schlange Toxicodryas blandingii. Im Fell leben unterschiedliche Parasiten.

## Gefährdung
Die Art ist in geeigneten Habitaten häufig und es liegen keine Bedrohungen vor. Die IUCN listet die Weißflügel-Zwergfledermaus als nicht gefährdet (least concern).